# 聖三木圖書館

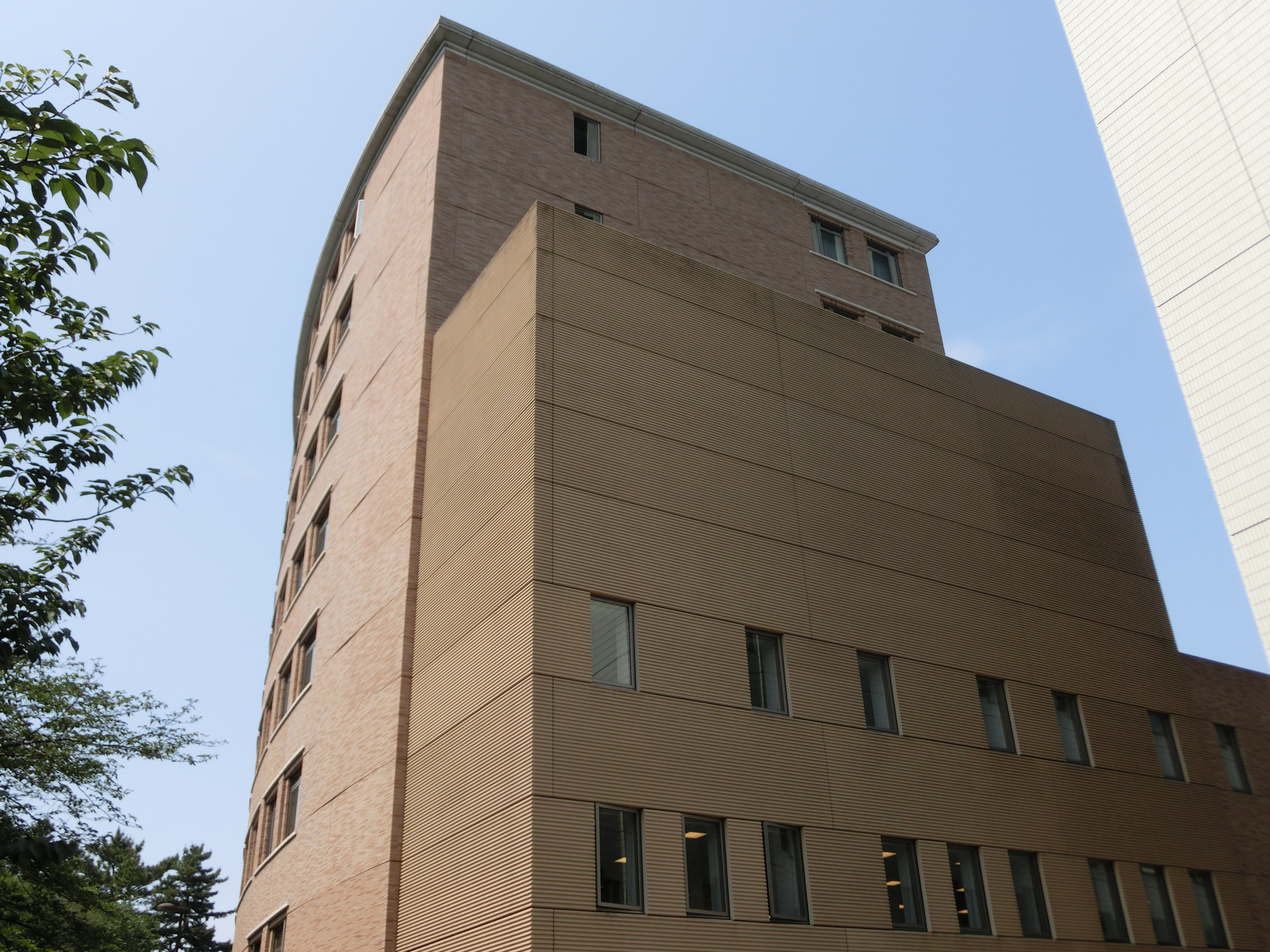

聖三木圖書館（日语：／ Sei-Miki toshokan */?）是位於日本東京都千代田區的一座由天主教耶穌會運營的私立圖書館。圖書館名稱取自日本二十六聖人之一保祿·三木。

## 外部連結
- イエズス会聖三木図書館HP （页面存档备份，存于）
- 上智大学100周年記念サイト （页面存档备份，存于）